# Velké
Velké ist das tschechische Wort für groß.
Es ist Beiname zahlreicher Ortschaften – beispielsweise von Velké Heraltice (Groß Herrlitz), Velké Karlovice (Karlowitz), Velké Opatovice (Opatowitz), Velké Pavlovice (Groß Paulowitz) und einigen Dutzend weiterer Orte.
Mit Velke, Velik.. oder ähnlichen Variationen ist das Wort ein häufiger Familienname in Tschechien, der Slowakei und teilweise in Österreich.
Siehe auch:
- Veliki (slowenisch), Velika
- Velikov, Velikovsky
- Welikow, Velikić